# 김세레나
김세레나(본명: 김희숙, 1947년 10월 7일 ~ )는 대한민국의 민요가수이며 본명을 쓰라는 당국의 압력 때문에 한때 김세나란 예명을 쓰기도 했다.

## 생애
고교 2학년 때인 1964년 12월 동아방송 '가요백일장' 연말결선대회에서 장원을 하며 데뷔했다. '새타령'(1967년), '갑돌이와 갑순이'(1968년), '꽃타령', '까투리사냥', '성주풀이'(1969년), '창부타령', '울릉도사랑'(1971년) 등 신민요(국악가요) 히트곡을 냈다. 서라벌예술대학 음악과를 졸업했다.

## 기타
- 박초월 명창 등에게 창법을 배웠다.
- 박정희 전 대통령은 그녀에게 ‘국보가수’라는 타이틀을 붙여줬고, 노무현 전 대통령만 빼고 전두환, 노태우, 김대중, 김영삼 전 대통령 앞에서 노래했다.[3]
- 박정희 전 대통령의 관심이 워낙 큰 탓에 육영수 여사가 이를 질투해 한때 방송 3사에서 출연 금지를 당했다는 일화가 있다.[4]
- 아들 진의남도 가수이다.